# Marin Barleti

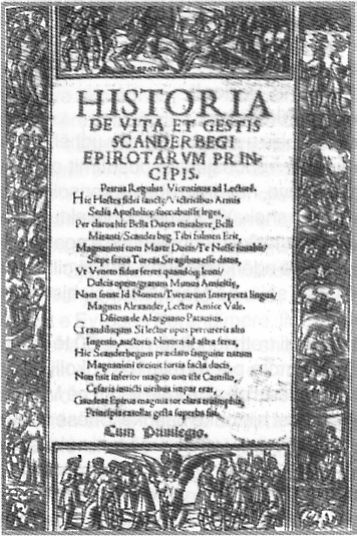
Egy lap Barleti Szkander bég krónikájából

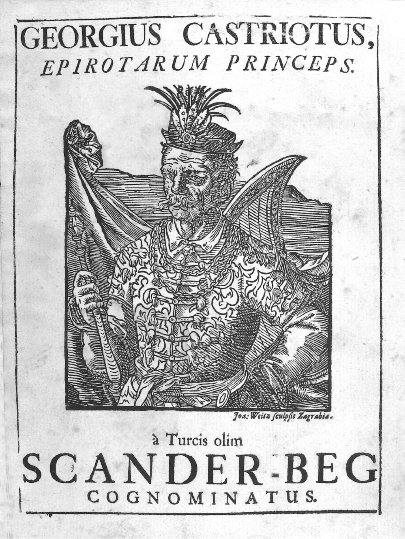
A krónika 1743-as zágrábi kiadásának címlapja

Marin Barleti, latinul Marinus Barletius, olaszul Marino Barlezio (Shkodra, 1450 körül – pápai állam, Róma?, 1512/1513) albán humanista történetíró.

## Élete
Barleti életéről keveset tudunk. Az észak-albániai Shkodrában papi hivatást folytatott, s két ízben is részt vett a vár védelmében, amikor először 1474-ben, majd 1478-ban az oszmán hadsereg ostrom alá vette szülővárosát. Mindkétszer visszaverték a törököket, de 1479-ben a vár végül oszmán kézre került, s Barleti Itáliába menekült. Történelemmel, latin nyelvvel és klasszikus irodalommal kezdett foglalkozni, és sorra jelentek meg latin nyelvű történelmi művei.

## Életműve
Első műve a Shkodra ostromait felelevenítő, 1504-ben Velencében megjelent De obsidione Scodransi című kötet volt. Ebben a szemtanú hitelességével tudósít a Kasztrióta György halála utáni törökellenes albán utóvédharcokról.
Legjelentősebb történeti munkája a Historia de vita et gestis Scanderbegi Epirotarum principis (Szkander bég albán fejedelem életének és tetteinek története) című Kasztrióta-életrajz. Feltehetően 1508 és 1510 között nyomtatták ki Rómában, s rögtön nagy feltűnést keltett. A következő évtizedekben többször újra kiadták, de megjelent németül, olaszul és portugálul is. A történeti munka elsődleges forrás Kasztrióta György életéhez, egyúttal a Szkander bég-kultusz és az albán nemzeti érzelmek ébrentartását elősegítő műként tartható számon. Egyik példányát mint albán nemzeti kincset a tiranai Nemzeti Könyvtárban őrzik.
Csak halála után, 1555-ben jelent meg a római pápák és uralkodók almanachja Compendium vitarum Summorum Pontificium usque ad Marcellum II Imperatorumque Romanorum címmel.
Barleti nevét vette fel a shkodrai könyvtár (Biblioteka e Shkodrës „Marin Barleti”, Shkodrai Marin Barleti Könyvtár), egy tiranai kiadóvállalat (Shtëpia Botuese „Marin Barleti”), valamint a 2004-ben Tiranában megalakult Marin Barleti Egyetem (Universiteti „Marin Barleti”).

## Művei
- Marini Barletii de obsidione Scodrensi. Venetia: Bernardino Vitali, 1504
- Historia de vita et gestis Scanderbegi Epirotarum principis. Roma: Bernardino Vitali, 1508/1510?
Más nyelvű kiadásai:
  - Des aller streytparsten und theuresten Fürsten und Herrn Georgen Castrioten, genannt Scanderbeg … ritterliche thaten. In Latein beschriben und jetzt Durch Joannem Pinicianum newlich verteutscht. Augsburg, 1533 [a Szkander-bég krónika korabeli német fordítása]
  - Historia del magnanimo, et valoroso signor Georgio Castrioto detto Scanderbego. Venetia: Francesco Rocha. 1568 [a Szkander-bég krónika korabeli olasz fordítása]
  - Chronica del esforcado principe y capitan Iorge Castrioto rey de Epiro, o Albania. Lisboa, 1588
  - Historia e jetës dhe e veprave të Skënderbeut. Përg. Stefan I. Prifti. Tiranë: Infbotues. 2005 [modern albán nyelvű kiadás]
- Compendium vitarum Summorum Pontificium usque ad Marcellum II Imperatorumque Romanorum. Venezia, 1555